# Sabina Orellana
Sabina Orellana Cruz, née en 1970 à Vacas en Bolivie, est une journaliste, syndicaliste et femme politique bolivienne d'origine quechua. Elle est ministre des Cultures, de la Décolonisation et de la Dépatriarcalisation sous la présidence de Luis Arce de 2020 à 2024.

## Biographie

### Jeunesse, débuts professionnels
D'origine quechua, Sabina Orellana grandit à Vacas, dans le département de Cochabamba. De 1993 à 2004, Sabina Orellana travaille comme journaliste pour Radio Chualake ; elle traite notamment de questions liées à l'environnement, aux municipalités, à l'éducation, à la santé et au genre[source insuffisante]. Elle exerce également des responsabilités comme dirigeante de la Fédération départementale des femmes de Cochabamba.
À partir de 1995, elle est membre d'une partie de l'Assemblée pour la souveraineté des peuples (ASP) qui finit par se scinder en Mouvement pour le socialisme (MAS). Elle est de 2005 à 2008 une dirigeante de la Confédération Bartolina Sisa des femmes autochtones.

### Nommée ministre des Cultures
Le 20 novembre 2020, le président Luis Arce rétablit le ministère des Cultures et du Tourisme qui avait été dissous par le gouvernement précédent de Jeanine Áñez. Le ministère est rebaptisé « Ministère des Cultures, de la Décolonisation et de la Dépatriarcalisation » avec l'intention affirmée de « décoloniser, de dépatriarcaliser et de renverser l'inégalité entre les nationalités, ainsi qu'entre les hommes et les femmes »,. Sabina Orellana est nommée à la tête de ce ministère, faisant d'elle la seule représentante autochtone au sein du cabinet de Luis Arce,.

### Positions politiques
Quelques minutes après avoir prêté serment comme ministre, Sabina Orellana annonce une enquête contre les groupes Unión Juvenil Cruceñista (UJC) et la Resistencia Juvenil Cochala (RJC) pour racisme et discrimination envers les femmes autochtones en 2019 et 2020. Sabina Orellana déclare aussi que pendant son mandat au ministère, elle travaillera à promouvoir le drapeau Wiphala comme symbole national, regrettant qu'il ait été brûlée pendant la crise de 2019 après la démission du président Evo Morales.
Le 19 mai 2021, Sabina Orellana demande publiquement au ministère des Affaires étrangères de procéder à la rupture des relations diplomatiques entre la Bolivie et les États-Unis, affirmant que le gouvernement de Washington « attaque la souveraineté bolivienne ». L'année suivante, elle participe à une cérémonie à l'ambassade des États-Unis au cours de laquelle le gouvernement américain organise la restitution d'objets précolombiens qui avaient été dérobés en Bolivie.
Elle est destituée par le président Arce début mars 2024, et remplacée le 5 mars par Esperanza Guevara.